# لردز آو بلک
لردز آو بلک (به انگلیسی: Lords of Black) یک گروه پاور متال اسپانیایی است که در سال ۲۰۱۴ در شهر مادرید با :
خوانندگی دیگو والدز، 
نوازندگی گیتار تونی هرنالد
درامز، پیانو و کیبورد اندی سی (آندرس کوبوس)
گیتار بیس دنی کریادو 
شکل گرفت.

## اعضا

### اعضای کنونی
- Diego Valdez - خواننده اصلی (۲۰۱۹-اکنون)
- Tony Hernando - گیتار (۲۰۱۴-اکنون)
- (Andy C. (Andres Cobos - درامر، پیانو، کیبورد (۲۰۱۴-اکنون)
- Daniel Criado - گیتار بیس (۲۰۱۷-اکنون)

### اعضای سابق
- Víctor Durán - گیتار بیس (۲۰۱۴–۲۰۱۵)
- Ronnie Romero - خواننده اصلی (۲۰۱۴-۲۰۱۸)
- Javier García - گیتار بیس (۲۰۱۶-۲۰۱۷)

## ترانه شناسی

### آلبوم‌های استودیویی
- (Lords of Black (2014
- ( II(2016
- ( Icons of the New Days(2018